# Гордіан II
Марк Анто́ній Гордіа́н Семпро́ніан Рома́н Африка́нський, відомий також як Божественний Гордіан II (лат. Marcus Antonius Gordianus Sempronianus Romanus Africanus; близько 192–238) — римський імператор у 238 році, співправитель свого батька, Гордіана I, впродовж лише 21 дня під час так званого року шести імператорів. Займав посаду імператора найменший час за всю історію Римської імперії. Був дядьком імператора Гордіана III.

## Родовід
- Гордіан I, Римський Імператор
  -  Гордіан II, Римський Імператор
    -  Клавдій II, Римський Імператор

  -  Антонія Гордіана, Римська Імператриця
    -  Гордіан III, Римський Імператор

## Ранні роки
Батьком Гордіана II був Гордіан I Африканський, мати — онучка грецького софіста та консула Ірода Аттика. Сестрою його була Антонія Гордіана, мати майбутнього імператора Гордіана III. В офіційній римській історіографії залишилися згадки лише про ранню кар'єру Гордіана, а після його загибелі пам'ять про нього старанно пестувалася, тому інформація стосовно його життя є досить сумнівною.
Гордіан II, окрім шляхетного походження, також відрізнявся освіченістю та красою, а його бібліотека нараховувала близько 60 тис. книжок. Військову службу він почав за правління Геліогабала: був квестором, за правління Александра перебував на посаді претора, а одразу після того став консулом-суффектом. За Максиміна його було відправлено легатом до Африки, до батька-проконсула. Історичні хроніки повідомляють, що Гордіан був схильний до деяких надмірностей: мав пристрасть до вина, жив у розкошах та був палким прихильником жінок (мав 22 коханки і від кожної залишив по три-чотири дитини). Через надмірне сластолюбство його називали Пріапом. Проте, незважаючи на подібний спосіб життя, він був хоробрим та вважався одним із найславетніших громадян; його любили раби та близькі.

## Прихід до влади і боротьба проти Максиміна
У березні 238 року під час повстання в провінції Африка проти Максиміна Фракійця імператором було проголошено 80-річного проконсула провінції, Гордіана І. Через свій похилий вік Гордіан І спочатку відмовлявся від цієї посади, проте зрештою погодився, але за умови призначення за співправителя свого сина, також Гордіана. На честь цього обома Гордіанами був взятий новий когномен — Африканський. Сенат зі свого боку також визнав їх новими імператорами через своє вороже ставлення до Максиміна.
Вже наступного місяця ним обом довелося воювати з намісником сусідньої Нумідії Капеліаном, який був прихильником Максиміна. Під час битви біля Карфагену кількісна перевага була на боці мешканців міста, але вони не мали бойового порядку, погано знали військову справу та не мали необхідної зброї. Кожен взяв з дому або малий меч, або сокиру, або мисливські дротики; з підручних засобів виготовили захист для тіла. Нумідійці ж були відомі як влучні метальники списів та вправні вершники. Вони з великою легкістю повернули натовп карфагенян, які, не витримавши натиску, кинули все та почали тікати. Тиснучи та розтоптуючи один одного, карфагеняни більшою мірою загинули від рук своїх співвітчизників, ніж від ворогів. Тут загинув і Гордіан із своїм супроводом — через безліч трупів не змогли знайти навіть його тіла. Дізнавшись звістку про загибель сина, Гордіан І покінчив життя самогубством. Через те, що Гордіан ІІ загинув раніше за свого батька, його правління склало усього 21 день і стало найкоротшим за всю історію Римської імперії.
Хоча і перше повстання проти Максиміна Фракійця було невдалим, проте ще до кінця 238 року імператорський престол посів небіж Гордіана II — Гордіан III.